# Кузнецов Олександр Харитонович
Олекса́ндр Харито́нович Кузнецо́в (Кузнєцов) (* 26 липня 1838, Харків — † 13 (26) липня 1910, Харків, Російська імперія) — український лікар-клініцист часів Російської імперії, декан медичного факультету та почесний професор Імператорського Харківського університету.

## Життєпис
Народився в  купецькій родині у 1838 році в місті Харків. У 1-й Харківській гімназії отримав середню освіту, поступив на медицину до Харківського університету. У 1860 році закінчив університет та працював при Харківській семінарії спочатку лікарем, а потім викладачем медицини, далі при Харківському духовному училищі й Харківському училищі дівчат духовного звання обіймав посаду лікаря.
У 1868 році захистив докторську дисертацію за темою «Материалы для истории развития кожи».
На посаді приват-доцента викладав в Харківському університеті на кафедрі шкірних хвороб. У 1871 році став штатним доцентом кафедри шкірних хвороб, а у 1876 році — екстраординарним професором по кафедрі спеціальної патології і терапії і далі, протягом 6 років, був завідувачем терапевтичного відділення госпітальної клініки з виконанням обов'язків клінічного викладача з предмету госпітальної терапевтичної клініки.
у 1888 році отримав звання ординарного професора. З 1884 до 1891 та з 1903 до 1910 роки був завідувачем кафедри госпітальної терапії. У  1892  році за тридцятирічну службу Олександру Харитоновичу призначена повна пенсія з виключенням із числа штатних професорів, але він продовжував працювати в університеті. У 1894 році затверджений у званні заслуженого професора.
У 1898 та 1899 роках брав участь у  наукових з'їздах: всеросійський бальнеологічний у  Санкт-Петербурзі та XIII міжнародний у Парижі.
З 1907 до 1910 року був деканом медичного факультету Харківського університету.
Окрім наукової, викладацької та лікувальної роботи в Олександрівській лікарні, професор  О.X. Кузнецов брав участь у роботі багатьох комісій: з боротьби з епідемією дифтерії у 1881 році, зі складання правил для факультетської клініки і для клінічних відділень військового шпиталю, з розробки нового положення про госпітальні клініки університету; був головою комісії з вивчення причин епідемії черевного тифу; обирався членом організаційного комітету з відкриття жіночого медичного інституту, протягом багатьох був членом Харківського медичного товариства (1891—1905 роки — голова). На цій посаді він багато уваги приділяв протиепідемічній роботі серед населення міста, відстоюючи профілактичний напрямок вітчизняної терапії. Працював лікарем-директором на слов'янських мінеральних водах.
Помер Олександр Харитонович від профузної носової кровотечі у 1910 році. Похований на Усекновенському кладовищі.

## Наукова діяльність
Займався питаннями клінічної підготовки студентів і широко практикував вечірні клінічні обходи для отримання наукового обґрунтування дій медичних працівників та заложення основ клінічної медицини.
Праці в основному присвячені вивченню захворювань шкіри («Применение карболовой кислоты при лечении хронических сыпей», 1870; «О подкожном впрыскивании карболовой кислоты», 1876) та інфекційних хвороб («Заметки об оспопрививании»,1876; «О чуме и Ветлянской эпидемии», 1890; «Инфлюэнца» (спільно з доктором Германом, 1890). Багато публікацій в «Военно-Медицинском Журнале», «Современной Медицине», в журналі Харківської Медичної Спільноти.
В 1869 році захистив докторську дисертацію «Матеріали для історії розвитку кору», Харків. Того ж року допущений до викладання в Харківському університеті у звання приват-доцента по кафедрі шкірних хворобах.
Рік практикувався за кордоном, з 1876 року по 1882 працював в госпітальній терапевтичній клініці Харківського університету, екстраординарний професор по кафедрі патології та терапії.
Вів педагогічну і лікувальну роботу в Олександрівській лікарні. Склав Статут для факультетської клініки, розробив нові положення про шпитальні клініки університету. Приділяв виняткову увагу розвитку гігієнічного напрямку вітчизняної терапії, проблемам суспільного життя університету, клінічній підготовці студентів.
1879 року брав участь у боротьбі з ветлянською чумою, їздив у Ветлянку з професором В. П. Криловим, про що написав працю «Про чуму і ветлянську епідемію».
1888 року отримав звання ординарного професора.
У 1892 році вийшов у відставку, з 1894 — почесний професор Харківського університету. Завідував кафедрою шпитальної терапії Харківського університету у (1884—1891) і (1903—1906) роках.
З 1907 року працював деканом медичного факультету Харківського університету
Багато його статей друкувалося, зокрема, в «Сучасній медицині» та «Воєнно-медичному журналі», журналі Харківського медичного товариства.

## Громадська діяльність
Входив до складу університетських комісій по вивченню стану окремих питань по опрацюванню пропозицій з їх вирішення: у комісії з вивчення дифтерії, комісії з розробки нових правил завідування університетськими клініками, щодо проекту про клінічні відділення Харківського університету у військовому госпіталі.
Керував комісією по розробленні «Нових положень про госпітальні клініки при міській Олександрівській лікарні».
Готував VI з'їзд лікарів в Харкові — разом з професорами В. Ф. Грубе та В. Г. Лашкевичем.
1893 року виступав на Пироговському з'їзді з доповіддю «Про способи резекції печінки».
У 1896 році брав участь у з'їзді сифілідологів у Петербурзі.
В 1898 році брав участь у роботі Всеросійського бальнеологічного з'їзду та XIII Міжнародного з'їзду у Парижі.
Професор Овсій Петрович Браунштейн говорив про Кузнецова, що він як педагог викладав молодим та дорослим лікарям найскладнішу науку — лікарську етику.
Брав активну участь у роботі Харківського медичного товариства (ХМТ), 15 років керував їм (з 1891 по 1905 рр.) , 1889 року зачитав ознайомчу доповідь про інфлуенцу, того ж року піднімав питання про загрозу епідемії черевного тифу в Харкові.
Член Організаційного комітету з створення Жіночого медичного інституту ХМТ. На посаді Голови ХМТ багато уваги приділяв протиепідемічній роботі серед населення міста, розвивав профілактичний напрямок російської терапії.
В часі революційних подій 1905 року Харківське медичне товариство поділилося на ліве та праве крило, що згодом й стало причиною кризи, через яку Кузнецов подав у відставку з посади голови, відійшов від керівництва і професор В. П. Крилов, на їх місце були обрані М. І. Светухін та О. П. Браунштейн.
Після цього продовжував працювати в медичному товаристві. Після виходу у відставку в університеті займав посаду лікаря-директора на Слов'янських мінеральних водах.
Ще за життя заповів свою бібліотеку Харківському медичному товариству — 2000 томів. Помер 13 липня 1910 року від профузної носової кровотечі. Був похований на Іоанно-Усекновенському кладовищі в Харкові.